# Charles Huber

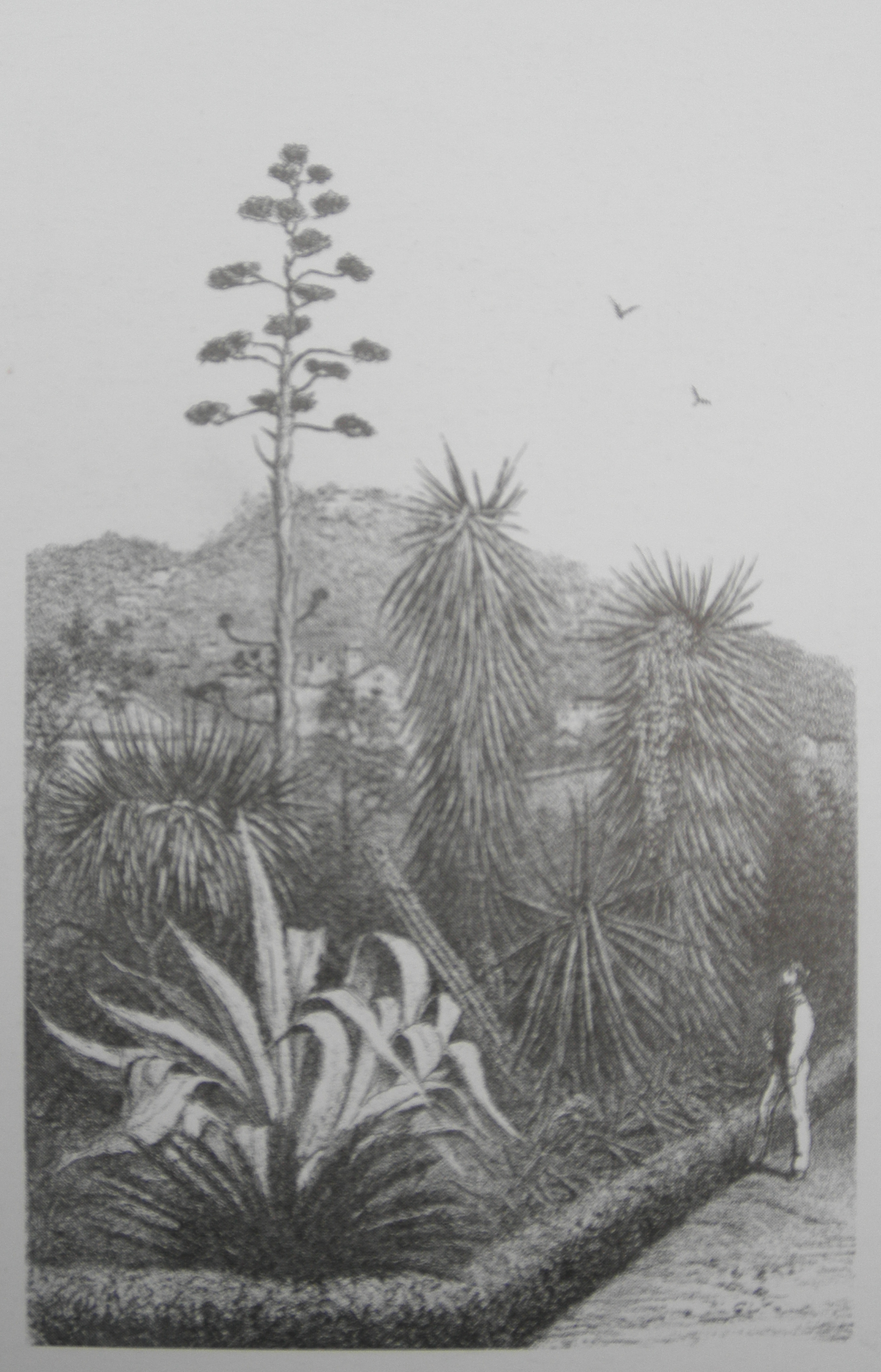
Grabado del Jardín Huber, representando un hombre mirando agaves, palmeras y cicas. En primer plano, un agave con vástago floral.

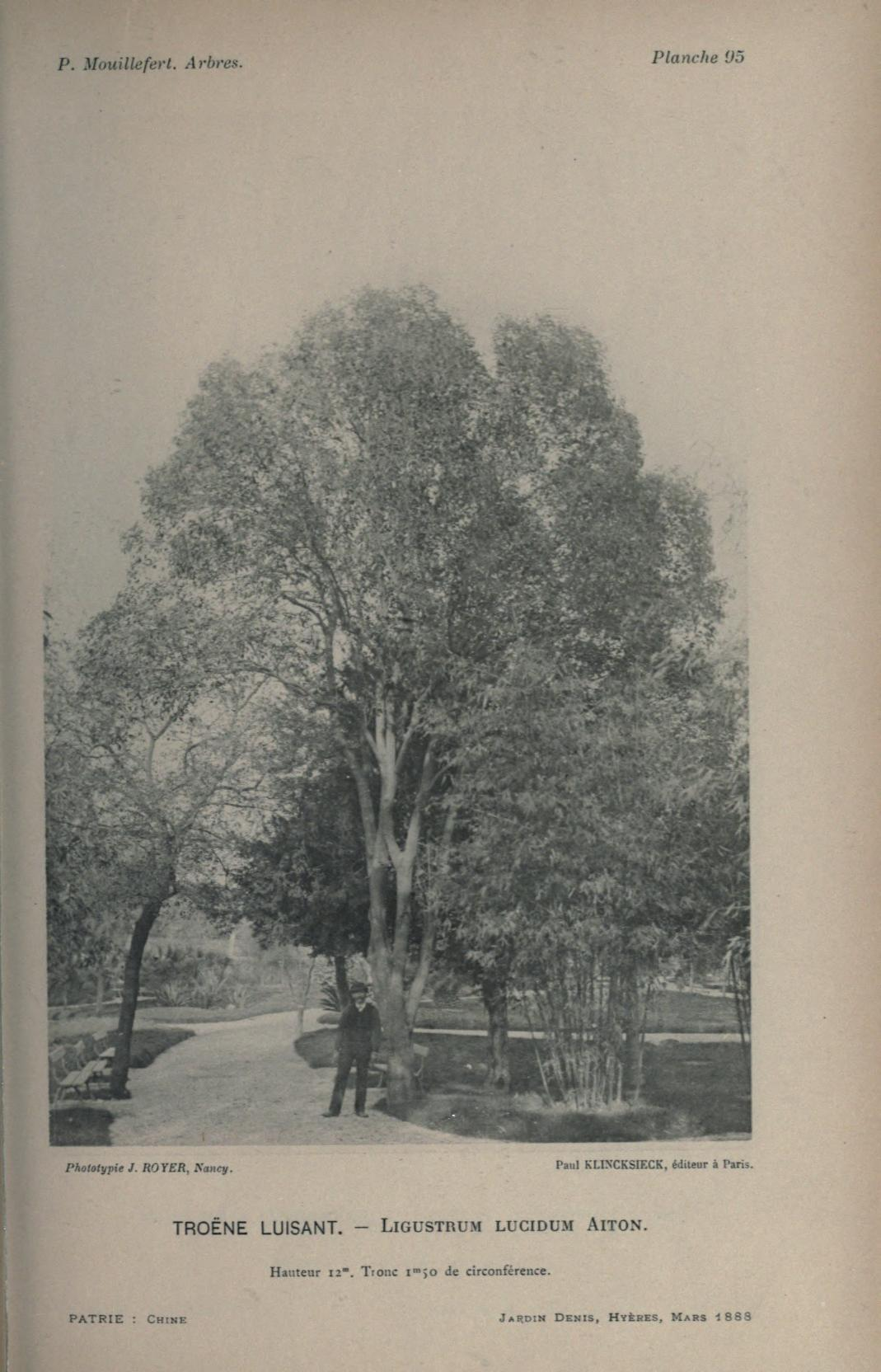
Huber, de traje y sombrero, posa delante de los árboles en un callejón del parque de Alphonse Denis en 1888.

Charles Gottlieb Huber (Lahr, Gran Ducado de Baden, 1818 - Hyères, 20 de agosto de 1907 (88 años) fue un horticultor francés, fundador en 1856 de la Sociedad Charles Huber Hnos. & Cía. Fue, en el siglo XIX, uno de los principales animadores de la aclimatación de palmeras y de plantas exóticas de la Costa Azul. Su vivero adquirió renombre internacional.
Huber contrató un joven jardinero y paisajista alemán, Ludovic Winter, que había trabajado con Thomas y Daniel Hanbury en la Mortola. Winter creó un palmeral y un vivero comercial Palm Garten sobre la Riviera Ligure, en la embocadura del valle del Sasso. Una colaboración científica y comercial, con una red de organización entre los Hnos. Huber, en Hyères, los Hnos. Hanbury, en la Mortola, y con Charles Naudin, director de la Villa Thuret, en Antibes, en 1878. A fines del siglo XIX, las palmeras de Bordighera serán las plantaciones capaces de proporcionar a las mayores ciudades de la Costa Azul. Toda una economía se construyó alrededor de los colectores de aclimatación: producción, ventas, exportación, mantenimiento, trasplante.
Huber (que también llegó a trabajar con las cucurbitáceas) definió notablemente el taxón de la cucurbita de México, Cucurbita argyrosperma C.Huber 1867. Su catálogo hortícola, finalmente ofrecía variedades de tomates raros y absolutamente desaparecidas hoy.

## Biografía

### Prusiano naturalizado francés en 1870
Huber hizo sus estudios en Heidelberg, y luego trabajó en la Alcaldía de Hyères, de Alphonse Denis, que le encarga arme su jardín. Se convirtió en jardinero jefe de la Alcaldía. Era protestante y participa activamente en las actividades de la parroquia reformada de Hyères. Fue, como tal, miembro del Consejo de la Iglesia de Hyères.
El pastor Philippe Mook, deseaba poner en curso, a la Iglesia Reformada un aspecto oficial. Para ello, envió en diciembre de 1887, una invitación a todas las familias que se sabía relacionadas con el culto, los principios de las Iglesias Reformadas de Francia. 

La reunión, a la que  asistió Huber, el 18 de diciembre de 1887. El pastor Mook dijo que se había reunido en una asamblea general de todos los miembros de la Iglesia, franceses y extranjeros, y además de los señores que tienen un voto en la Iglesia, las damas que, por su influencia en la familia, ejercen una indirecta, pero de ninguna manera menos real su parte justa de la acción en el curso de la Iglesia. Explicó que las iglesias reformadas de Francia, deseosas de mejorar su organización, fueron divididos en 14 distritos, cada uno con su clérigo general llamado Sínodo Oficial, aunque su existencia no es reconocida por la ley, y su autoridad no es impuesta, pero si aceptada por los pastores evangélicos. Sugirió que la Iglesia de Hyères se adjuntara al Sínodo de la 11ª circunscripción. Para ello, se lee la Confesión de Fe del Sínodo general de 1872, y declara que un registro de electores se abre, inscribiéndose a todos los protestantes mayores de 25 años y se declara aceptar la Confesión de Fe de 1872. A continuación, el Sr. Mook invita a la asamblea a elegir al Concejo de Iglesia. La votación se lleva a cabo de inmediato, y el primer Consejo de la Iglesia de Hyères se constituye.
Christian Fontan, P. Jeannet, Historique de la paroisse réformée d'Hyères.

### Primeros pasos en la aclimatación de plantas exóticas
Huber se convirtió en un aclimatador de palmeras y de otras plantas exóticas, reconocido en la región de hyéroise y ayuda a desarrollar, entre otras, colecciones de plantas exóticas Le Plantier de Costebelle que el aclimatador de Lorena (Francia), Nicolás Husson, barón de Prailly, lo comandaba. Hacia 1860, Huber hizo una germinación con los granos de Yucca filifera de la Casa Vilmorin-Andrieux y vende un lote de diez pies, de esa planta mexicana, entre 1866 a 1867 al barón de Prailly. Hace lo mismo con los cocoteros de Chile, que Huber da a varios aclimatadores hyérois.
En 1883, Huber compró el jardín de aclimatación del horticultor Barthélémy Victor Rantonnet, botánico, agricultor y pionero de aclimatación hyérois, en la Riviera francesa, fallecido en 1872. El jardín del vivero Rantonnet es conocido por haber sido creado por Jean-Baptiste Fihle de Sainte-Anne, los Hyérois lo llaman ahora "el jardín de Flores". Hyères es importante en este momento como centro de aclimatación de palmas y con muchos propietarios creadores de jardines exóticos: el Dr. Germain de Saint-Pierre (castillo Saint-Pierre des Horts), Alphonse Denis (castillo Denis), Gustave Bonnet (villa Marguerite), Gustave Charles Ferdinand de Bonstetten (villa Mathilde).

## Sociedad hortícolaCharles Huber

### Catálogo de plantas propuestas
La huerta de los Hnos. Huber adquiere rápidamente renombre internacional desde que Charles Huber fue el único profesional en Francia, en proponer a Phoenix dactylifera y Chamaerops humilis, entre 1864 a 1865. En 1860, el Jardín de los Hnos. Huber, Avda. Victoria, en Hyères, poseyó los primeros pies de Eucalyptus importados en Provence,:

(...) La introducción del eucalipto, en la región de Provenza Oriental, se remonta a aproximadamente 1858. El jardín de los Hnos. Huber, en Hyères, tuvo desde 1860 el primer pié, es decir, montando árboles y erigiendo en la parte superior  una corona piramidal con grandes troncos. En la misma época, M. Gustave Thuret d’Antibes tenía una sola cepa plantados casi sobre el césped, y ya victoriosos por dos inviernos, constituyendo la plantación de 1858 (...)

En 1870, comenzó el cultivo de palmeras de Canarias (Phoenix canariensis). Las primeras plantaciones se hicieron, en 1873, en el jardín de aclimatación (hoy Parque Olbius Riquier).
Huber cultivó sobre todo plantas que no pueden soportar las bajas temperaturas de invierno. De acuerdo a su catálogo de las plantas propuestas por su vivero, contaba con 57 especies de acacias, el género Eucalyptus con no menos de 38; palmeras datileras, Chamaerops, Latania, Corypha, Cocos australis. La majestuosa Dahlia imperialis igualmente presente en el catálogo Huber, en enero de 1870 así como una especie rival, Dahlia arborea, reintroducida y puesta en el comercio por Huber en la misma época. Pero las cultivos de los Hnos. Huber todavía estaban asignados a la producción de semillas de árboles y de arbustos de Nueva Holanda en particular; especies herbáceas y perennes, nuevas y viejas. Entre ellas se encontraba una hermosa serie de campanillas japoneses con hojas variegadas. Las gramíneas ornamentales comprenden alrededor de 240 especies, y 140 Canna. Las statices, perennes de floración prolongada, que se muestran en la figura 33. Gymnothrix japonica es igualmente propuesto en el Catálogo Huber en 1872 así como una variedad rara de primaveras de China.
La Sociedad de los Hnos. Huber parece haber trabajado con Arthur Veitch, hermano del célebre horticultor londinense John Gould Veitch que importaba de las Filipinas Amaranthus salicifolius. Ese amaranto, primero cultivado exclusivamente por Charles Huber dio buenos resultados en 1871 en el vivero Hyeroise
Huber finalmente propone en su catálogo de 1868 Ebenus cretica.

Les plantes exotiques proposées par Charles Huber
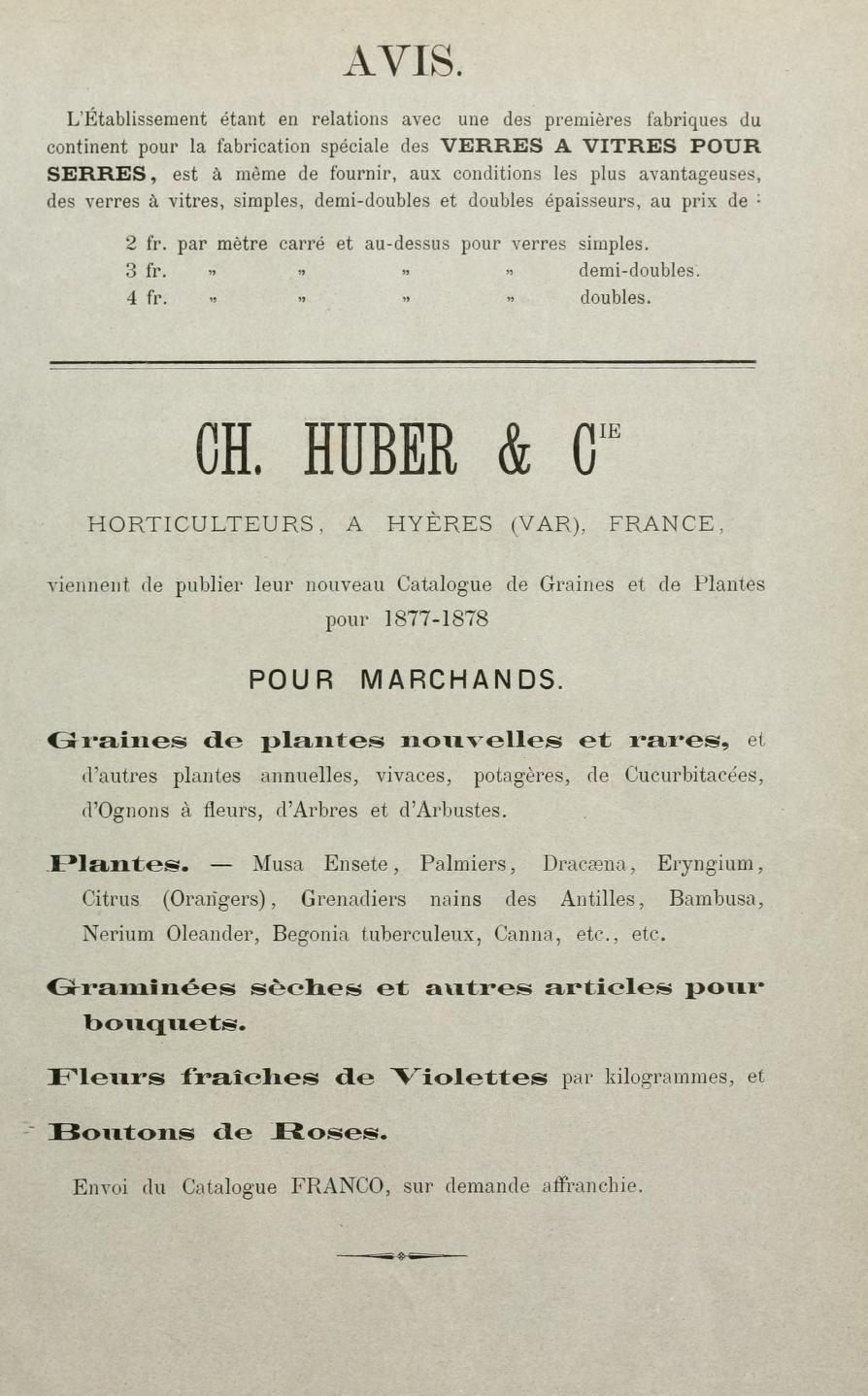
L'Illustration horticole 1877
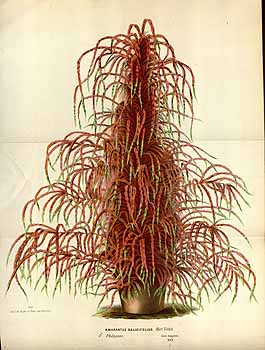
Amaranthus salicifolius
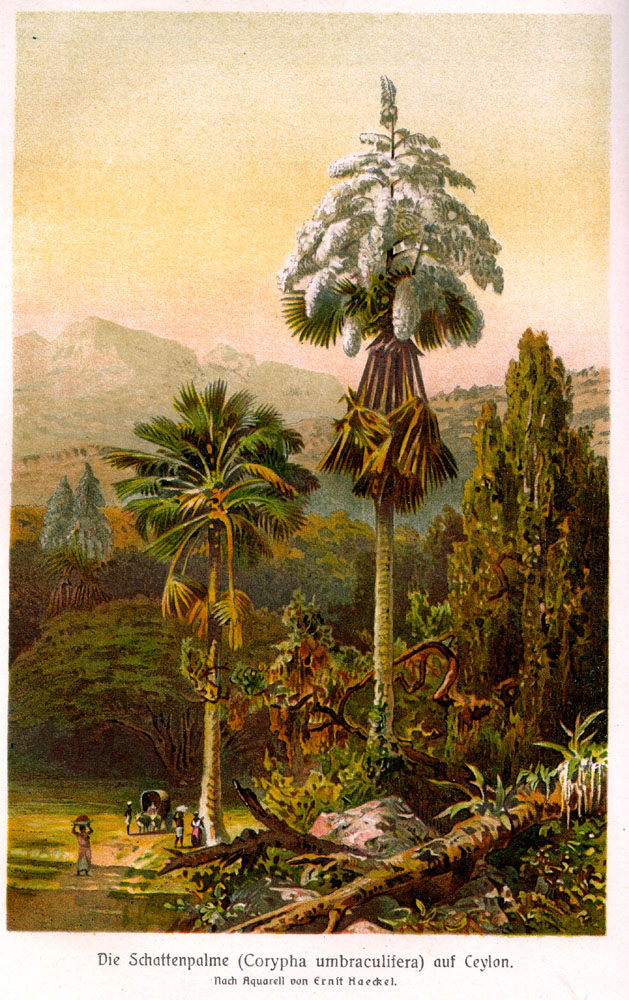
Corypha umbraculifera
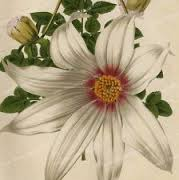
Dahlias imperialis
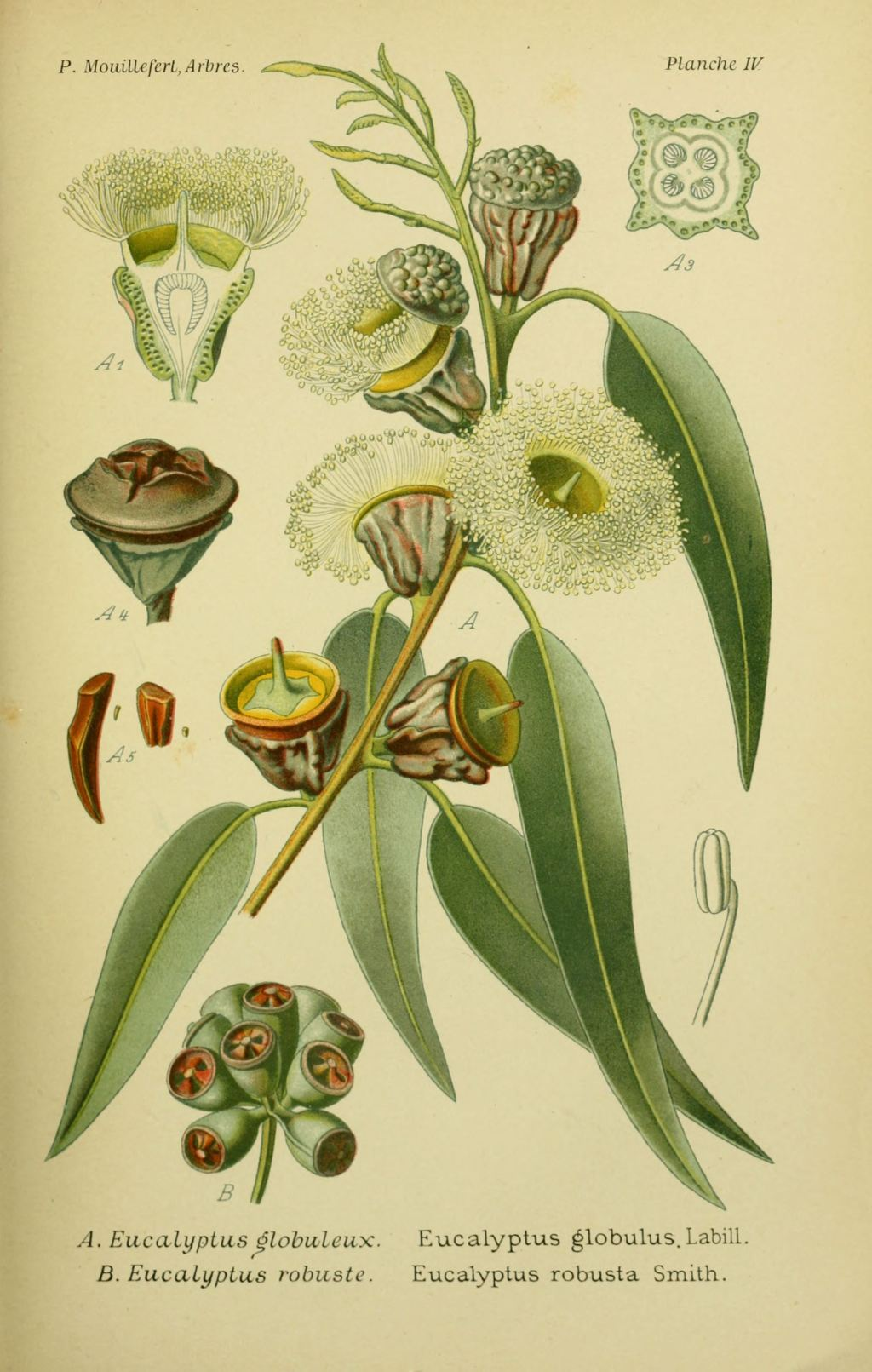
Eucalyptus globulus
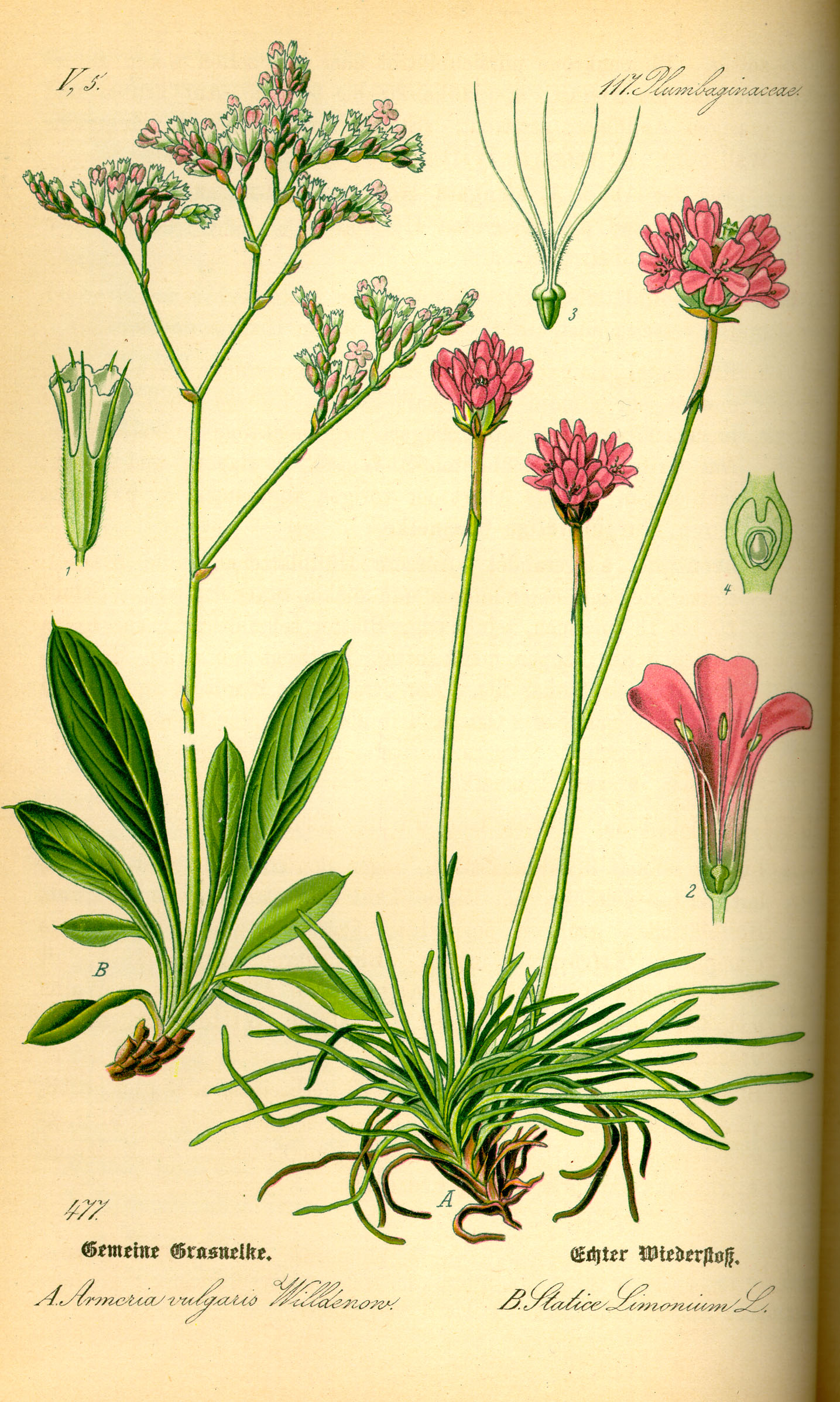
Statice

### Influencia internacional y colaboración de Ludwig Winter

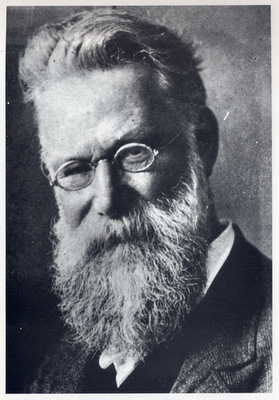
Ludwig Winter.

En 1878, esta casa es un importante proveedor de para la Exposición Universal de París et elle exporte aussi pour Covent Garden:

(...) Grandes cantidades se envían, de París y de Covent Garden, todos los días por expreso, junto con innumerables árboles empaquetados de una manera maravillosa, viajando con seguridad miles de km (fr: De grandes quantités [de plantes] à destination de Paris et de Covent Garden sont expédiées chaque jour par express avec un nombre infini d'arbres conditionnés avec soin pour le transport ; ces végétaux peuvent ainsi voyager en toute sécurité durant des milliers de kilomètres. (...)

El vivero, que se ganó una reputación en toda Europa, por producción y comercio de granos, exportaba esos productos regularmente y abre una sucursal en Niza: la Soc. Charles Huber & Cie. (Alpes-Marítimos). Cette société propose à sa clientèle un Catalogue des plantes annuelles, plantes annuelles grimpantes, graminées ornementales, industrielles et potagères, plantes vivaces, plantes aquatiques et cucurbitacées. Un arquitecto paisajista estadounidense visitó a Huber para examinar las plantas presentadas en el catálogo del vivero; tratándose de Charles Eliot
Un aprendiz jardinero, célebre trabajaba en Charles Huber et Compagnie durante varios años, se trataba de Ludovic Winter (1846-1912), que luego se convertiría en jardinero a cargo del desarrollo arquitectónico de los jardines botánicos, con Sir Thomas Hanbury, en la Mortola durante seis años, a partir de 1868, antes de crear su propio vivero-guardería en Bordighera. Es a partir de esa estación de aclimatación italiana que lanza la moda de macetas de palmas, aún en invierno. Las primeras plantas exóticas plantadas en el Parque Hanbury, también se compraron por Thomas Hanbury como el viverista general de Hyères.

### Trabajos de hibridación con Charles Naudin y Alphonse Denis
Huber trabajó en colaboración con el botánico Charles Naudin sobre las Cucurbitáceas,. Huber, al mismo tiempo que anunciaba introducciones de algunas otras plantas exóticas, al alcance de los aficionados ordinarios. Uno de ellas era Lotus australis', de Nueva Holanda, un subarbusto de flores lilas púrpura, denso, muy florífero, ornamental bajo los cielos soleados del sur, y también adecuado para el cultivo en campo abierto y en macetas. Su pequeño tamaño, le permite refugiarse en chasis, sin duda sería adoptado por los aficionados norteños. Lo mismo será para Cuphea Galeottiana, otro subarbusto de México à corolle d'un pourpre si foncé qu'elle en parait noire.
Como aclimatador fue igualmente y particularmente remarcado por su trabajo en Eucalyptus, y como el alcalde hieroés Alphonse Denis, que visitó su jardín en 1882. Participó de sis estudios sobre hibridación de palmeras con Charles Naudin y Alphonse Denis, y en las actas pertinentes de la Sociedad Imperial de Aclimatación en 1867. Adolphe Smith nous apprend qu'un partenaire de la société de Charles Huber n'est autre qu'Hippolyte Dellor, el horticultor hieroés vecino del hibridador Jean-Baptiste A. Deleuil (1825-1906) et qui a créé le jardin voisin de La Blocarde. François Nardy, un autre grand nom de la profession à Hyères, prend la suite de Charles Huber au tournant du siècle XX, après avoir été son chef de cultures pendant de nombreuses années.

### Trabajos sobre las Cucurbitacéas y las Solanacéas

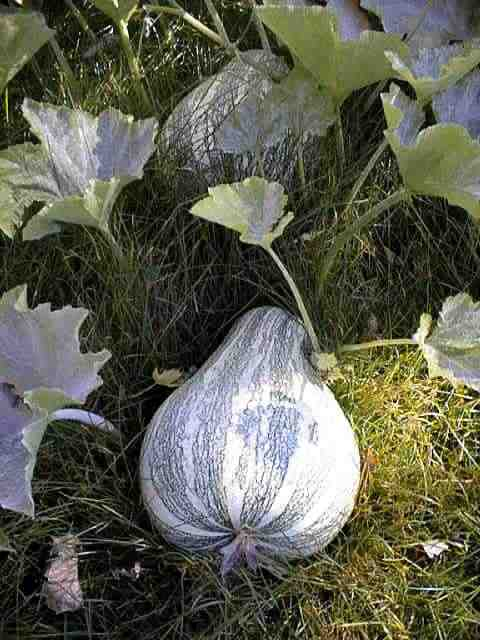
Cucurbita argyrosperma C.Huber.

Los trabajos que realizaron, en las cucurbitáceas, conducidos por los Hnos. Huber para estudiar particularmente, la especie Cucurbita argyrosperma C.Huber, originaria de México, en su Catalogue des graines de 1867. Huber describe muchos taxones de la calabaza mexicana, una enredadera anual. Crece en América como una planta alimenticia, tanto por sus flores, brotes tiernos y frutos, pero sobre todo por sus semillas, que se utilizan, naturales o tostadas, preparando muchas salsas, esa planta se ha extendido a Estados Unidos bajo el nombre de Cushaw. Esas subespecies son igualmente identificadas a partir del taxón del horticultor hierés: Cucurbita argyrosperma C.Huber subsp. argyrosperma, Cucurbita argyrosperma C.Huber subsp. argyrosperma var. argyrosperma, Cucurbita argyrosperma C.Huber subsp. argyrosperma var. callicarpa L.Merrick & D.M.Bates, Cucurbita argyrosperma C.Huber subsp. argyrosperma var. palmeri (L.H.Bailey) Merrick & D.M.Bates, Cucurbita argyrosperma C.Huber subsp. argyrosperma var. stenosperma (Pangalo) Merrick & D.M.Bates, Cucurbita argyrosperma C.Huber subsp. sororia (L.H.Bailey) Merrick & D.M.Bates.
Huber cultivó así también ciertos tomates raros y presentes en su catálogo de plantas, de 1892, de solanáceas de la variedad Grenier à tiges raides OP. Propuso también en 1875, en su catálogo de variedades de tomates hoy inexistentes como Belle de Leuville, vieja variedad otroras cultivada en Leuville-sur-Orge, Essonne, región que tiene tantos jardineros.

## Galería
Los jardines botánicos particularmente apelados por Charles Huber por sus actividades de aclimatación

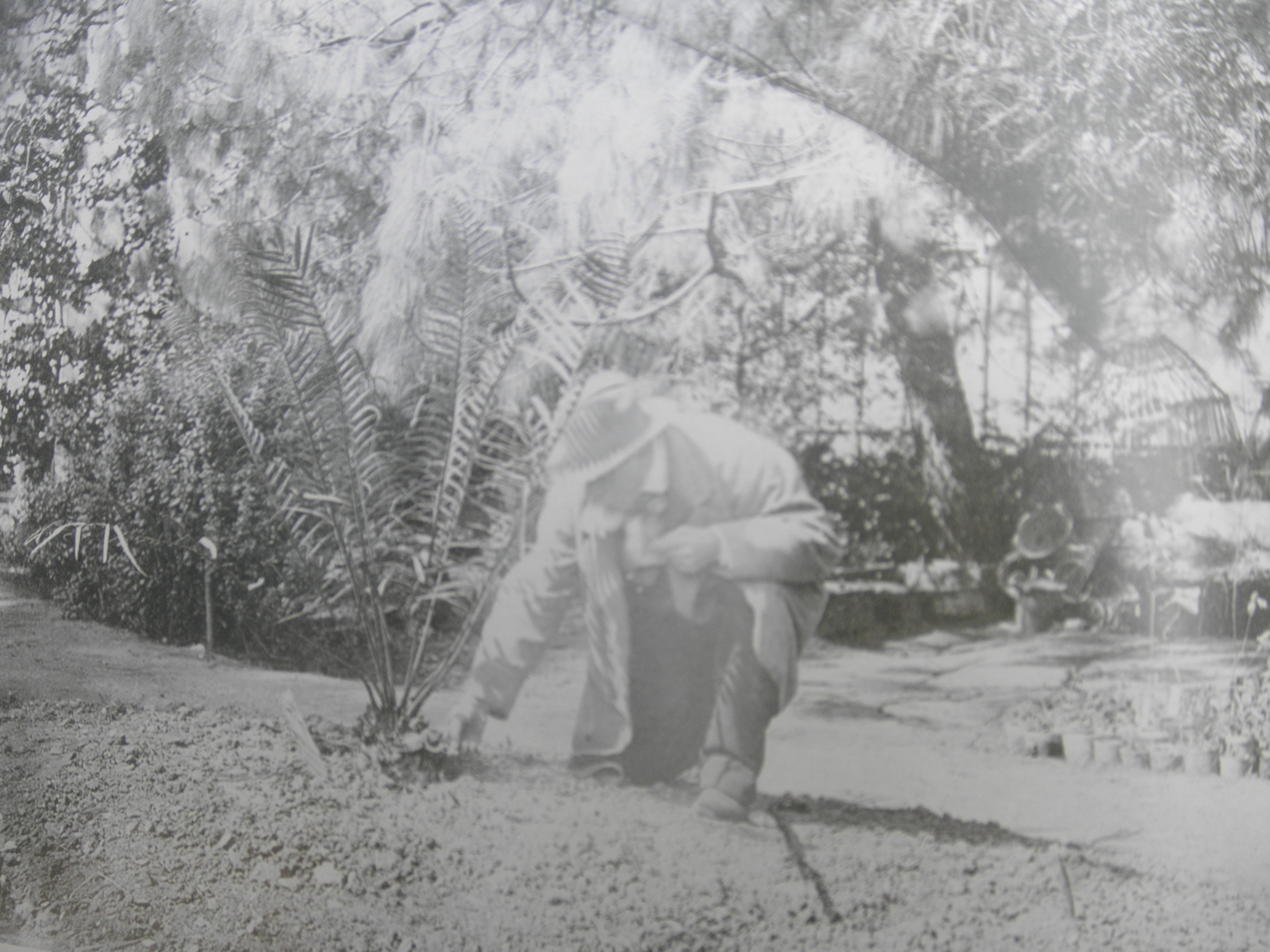
Parque del Palacio de Alphonse Denis, 1845.
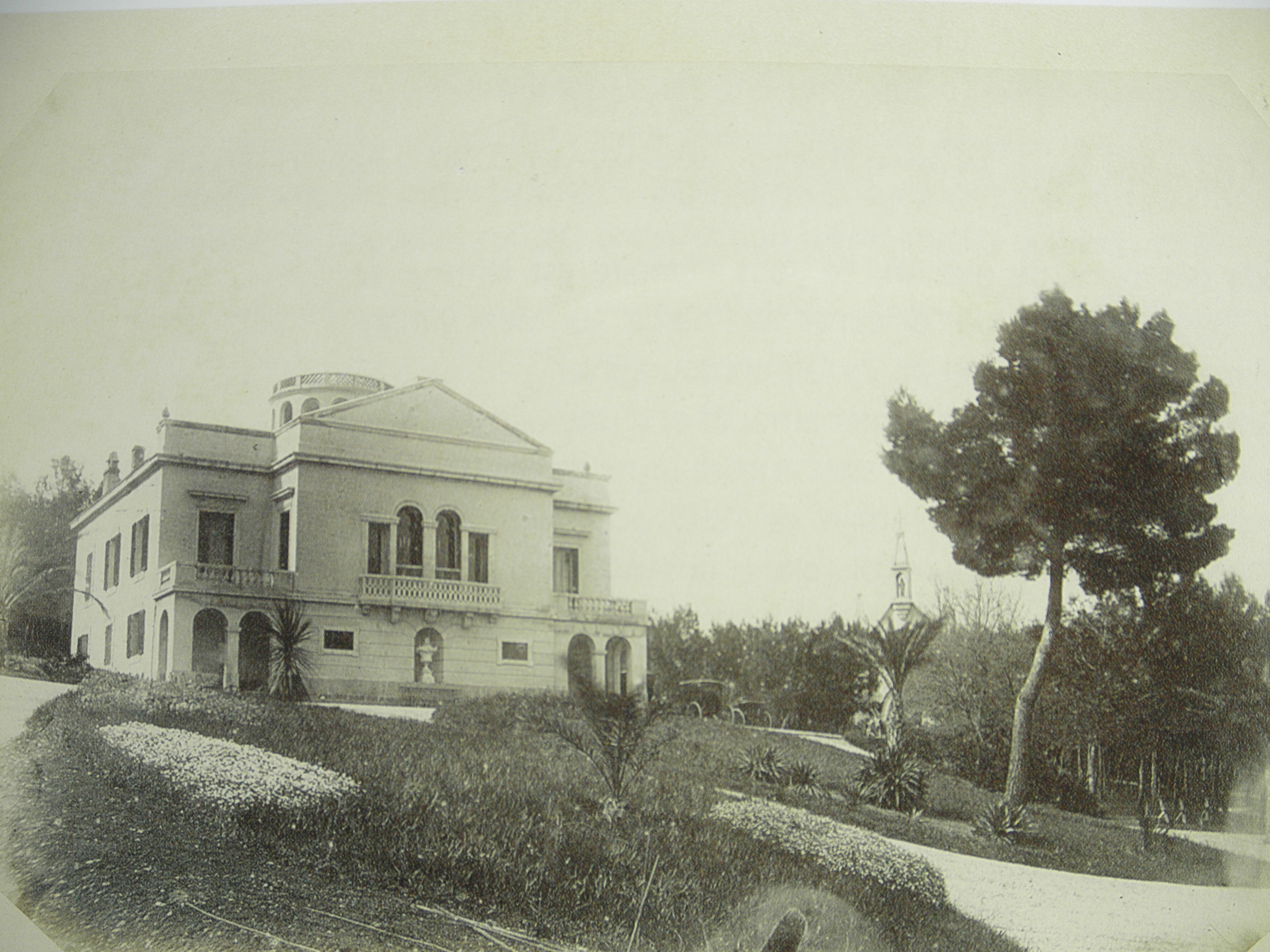
Le Plantier de Costebelle, creado en 1857.
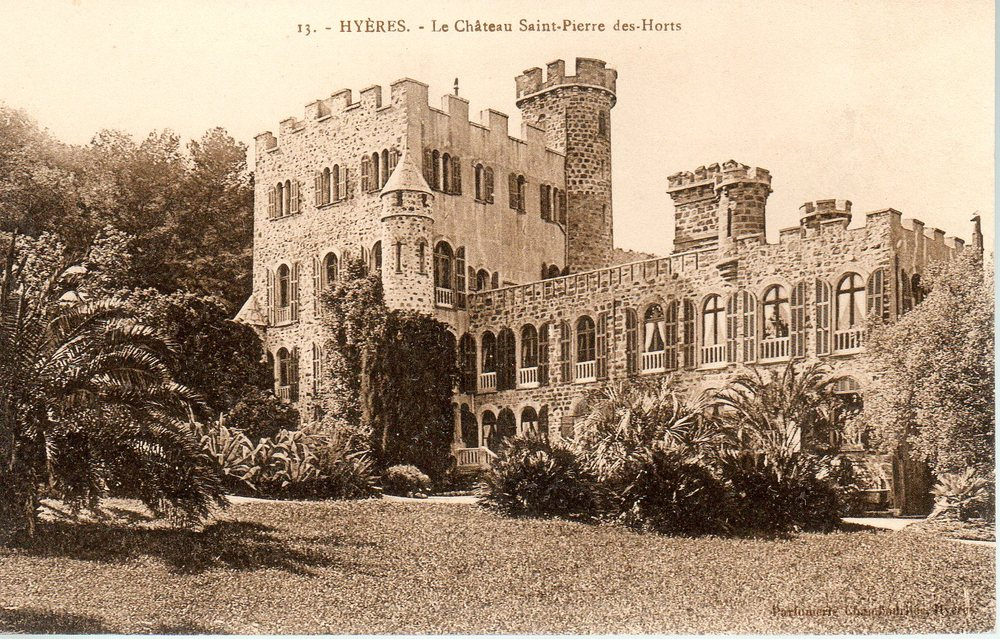
Saint-Pierre des Horts en 1924.
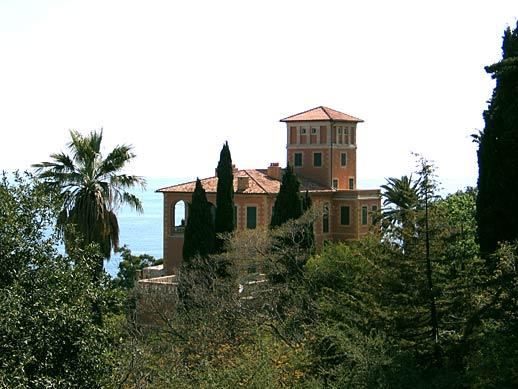
El Jardín Botánico Hanbury, creado en 1867.

- La abreviatura «C.Huber» se emplea para indicar a Charles Huber como autoridad en la descripción y clasificación científica de los vegetales.[57]

### Véase
- Yucca filifera
- Le Plantier de Costebelle